# Truus Hennipman
Geertruida Hennipman dite Truus Hennipman, née le 15 juin 1943 à Amsterdam et morte le 17 août 2024, est une athlète néerlandaise, spécialiste des épreuves de sprint.

## Biographie
Elle se classe quatrième du relais 4 × 100 mètres des Jeux olympiques de 1968, à Mexico, en compagnie de Wilma van den Berg, Mieke Sterk et Corrie Bakker. Lors des séries, l'équipe néerlandaise avait égalé le record du monde en 43 s 4.